# Presles-et-Thierny
Presles-et-Thierny är en kommun i departementet Aisne i regionen Hauts-de-France i norra Frankrike. Kommunen ligger  i kantonen Laon-Sud som ligger i arrondissementet Laon. År 2022 hade Presles-et-Thierny 400 invånare.

## Befolkningsutveckling
Antalet invånare i kommunen Presles-et-Thierny
Referens: INSEE